# Sfielnica
Sfielnica (în rusă Кроткая, transliterat: Krotkaia), tradusă și ca Sfioasa, este o povestire de Feodor Dostoievski, apărută în 1876 în numărul din noiembrie al Jurnalului de scriitor (rus., Дневник писателя; eng., A Writer's Diary).   Povestirea este subintitulată „Povestire fantastică”  și este introdusă de o explicație a autorului pentru publicarea ei în „Jurnal”. 

## Rezumat
Povestirea urmărește două fire narative care se întrepătrund în relatarea naratorului-protagonist, căpitan de stat-major în retragere, actualmente proprietarul unei case de împrumut pe amanet. Primul fir narativ cuprinde relația lui cu sfielnica, o tânără orfană aflată sub tutela unor mătuși răuvoitoare, care amanetează la el puținele lucruri ce i-au rămas, ca să-și poată plăti anunțurile de angajare în ziar. Al doilea fir narativ urmărește evenimentele din trecutul protagonistului, situația lui în armată și povestea retragerii lui, în urma refuzului de a se duela cu un adversar.

## Ecranizări
- Sfioasa (film din 1960) (Кроткая), regia Aleksandr Borisov, cu Iia Savvina